# Amador Garrell Soto
Amador Garrell Soto   (Granollers, 13 d'octubre de 1916 - Granollers, 24 de gener de 2000) fou un artista, dibuixant i dissenyador gràfic nascut a Granollers el 13 d'octubre de 1916 i mort a la mateixa ciutat el 24 de gener del 2000.
Fill d'una reconeguda família d'impressors, fou premiat en exposicions locals el 1943 i el 1946 i al concurs de figura humana del Cercle Artístic de Barcelona el 1948. Il·lustrà obres de Carles Sindreu.

## Biografia
Va néixer el 13 d'octubre de 1916 fill de Llorença Soto Costa i l'impressor Amador Garrell Alsina. La mare provenia d'una família conservadora, catòlica i carlina, mentre que el pare era fill d'una nissaga de reconeguts liberals, republicans i progressistes. Curiosament, l'avi matern, Carles Soto, havia estat un dels fundadors del Centre Catòlic i el patern, Esteve Garrell, un dels impulsors de la Unió Liberal.
De petit mostra interès pels estudis musicals i aprèn a tocar el violí, el clarinet i el saxofon. El 1930, amb només tretze anys, ja forma part del Quartet Calvet, que amenitzava les sessions de cinema mut al Casino de Granollers. Pocs anys més tard, el seu mestre Joaquim Pla l'afegeix a la plantilla de l'Orquestra Pla-Pey, una de les més actives de l'època. El seu interès per la música i per la cultura en general, també el porten a ser un dels fundadors, el 1934, del Jazz-Club Granollers.
Però la seva activitat artística principal i per la que va optar professionalment fou el dibuix. El 1931 ja participa en una exposició col·lectiva a la Unió Liberal, i durant els primers anys 1930 esdevé una figura altament implicada en la vida cultural granollerina. La seva primera exposició en solitari fou el 1936, quan ja havia esclatat la Guerra Civil. Hi va exposar diversos dibuixos i caricatures que es van subhastar en benefici de les milícies.
El 1937 és mobilitzat per anar al front, on formà part de la Columna del Vallès Oriental. Després de la guerra hagué de servir en un batalló disciplinari fent treballs a l'Església de la Mercè de Barcelona.
Durant els anys 1940 es va anar consolidant com a artista amb diverses exposicions fins que el 1947 fou contractat com a grafista a l'Editorial Bruguera i a l'agència publicitària Crisol, començant a sobresortir com a dissenyador gràfic. En paral·lel manté la seva activitat musical tocant en orquestres com la popular Orquestra Selecció, impulsada per ell mateix al costat de Josep M. Ruera i Lluís Pey.
Durant la seva trajectòria com a grafista, va dissenyar els logotips de diverses entitats i empreses de Granollers com La Societat Coral Amics de la Unió, el Jazz-Club, l'Agrupació Excursionista de Granollers, el Casino, l'Hemeroteca Municipal, o la llibreria Carbó entre d'altres. Molts dels materials dissenyats per Garrell es poden consultar a la secció d'hemeroteca de l'Arxiu Municipal de Granollers.